# Пономаренко Євген Порфирович
Пономаренко Євген Порфирович (24 лютого (9 березня) 1909 , Херсон  — 4 серпня 1994 , Київ ) — український актор. Народний артист СРСР (1960). Народний артист Узбецької РСР (1944). Народний артист Української РСР (1951), .
Чоловік акторки Наталії Ужвій.

## Біографія
Народився 24 лютого (9 березня) 1909 року в Херсоні в родині чиновника. У 1928 році закінчив театральну студію при Одеському державному драматичному театрі. З 1936 року — актор Київського державного академічного українського драматичного театру імені І. Франка. Член ВКП(б) з 1944 року.

Могила Євгена Пономаренка

Помер 4 серпня 1994 року в Києві. Похований в Києві на Байковому кладовищі (ділянка № 7; поруч з дружиною).

## Творчість
Грав у фільмах: «На крилах пісні», «Штурмові ночі» (робітник), «Митько Лелюк» (партизан Мороз), «Кармелюк» (Левко), «Нескорені» (Андрій Проценко), «Калиновий гай» (художник Верба), «Суєта» (Іван), «Іванна» (Садаклій), «Спадкоємці» та ін.

## Відзнаки
Лауреат Державної премії України ім. Т. Г. Шевченка (1971; разом з О. Є. Корнійчуком (драматургом), Д. О. Алексідзе (режисером), Ю. С. Ткаченко, П. В. Куманченко, М. О. Задніпровським, В. М. Дальським (виконавцями головних ролей) за виставу «Пам'ять серця» в Київському українському драматичному театрі імені І. Франка).
Нагороджений двома орденами Леніна, Трудового Червоного Прапора, медалями.